# Mahmood Ahmad Ghazi
Mahmood Ahmad Ghazi (geb. 18. September 1950; gest. 25. September 2010) war ein pakistanischer Jurist, islamischer Rechtsgelehrter für scharia und fiqh und Hochschullehrer.

## Leben und Wirken
Mahmood Ahmad Ghazi wurde am  18. September 1950 geboren. Sein Dars-i Nizami-Examen (“equal to M.A. Arabic and Islamic Studies”) absolvierte er im Jahr 1966. Seinen M.A. in Arabisch erwarb er 1972 von der University of the Punjab in Lahore. Seinen PhD in Oriental Learning erwarb er an der Punjab University 1988. Er erwarb Zertifikate in den Sprachen Arabisch, Persisch und Französisch und publizierte auf Englisch, Urdu und Arabisch.
Mahmood Ahmad Ghazi war Professor an der International Islamic University, Faisal Masjid Complex, Islamabad, dessen Islamic Social Sciences Department er leitete, und war seit 2010 Ulema-Richter am Bundes-Schariagericht (Federal Shariat Court). Er war Präsident der Internationalen Islamischen Universität in Islamabad und Minister für Religiöse Angelegenheiten seines Landes.
Mahmood Ahmad Ghazi bekleidete eine Vielzahl von Ämtern und bereiste viele Länder. Er hinterließ eine Anzahl nicht veröffentlichter und nicht abgeschlossener Werke. Er war einer der Unterzeichner der Botschaft aus Amman (Amman Message).

## Publikationen (Auswahl)
Umfangreichere Listen seiner Publikationen finden sich bei Muhammad Junaid Nadvi (Pakistaniaat: A Journal of Pakistan Studies) und bei federalshariatcourt.gov.pk (der Website des pakistanischen Bundes-Schariagerichts).
- Ghazi, Mahmood Ahmad (edited, translated and annotated): The Shorter Book on Muslim International Law. Kitāb al-siyar al-ṣaghīr by Muḥammad ibn al-Ḥasan al-Shaybānī. Islamic Research Institute. Islamabad 1998. ISBN 969-408-194-7
- Mahmood Ahmad Ghazi: The Sansūsiyyah movement of North Africa, Shariʼah Academy, International Islamic University, 2001